# Математик
Математикът е учен, който се занимава с изучаване и научни изследвания в областта на математиката. Хора, които използват математиката в други области, специфично на бита, но не допринасят директно към нея, обикновено не се считат за математици, макар че днес много математици работят в интердисциплинарни научни области, които са силно гранични на математиката, като например математическата икономика .

## Българско трудово законодателство
От гледна точка на съвременното българско трудово законодателство професионална квалификация математик се дава на завършилите висше образование по математика. Такива най-често работят в БАН, университетите и училищата.

## Описание
Математиците обикновено се занимават с намиране и описване на връзки и закономерности или с формулиране на доказателства, които да обосноват логически дадена теорема. Източници на задачи в математиката са физиката, икономиката, игрите, информатиката и обобщения на вече съществуващи математически задачи. Въпреки че голяма част от математиката не е диретно приложима, историята показва, че приложения могат да бъдат намерени в бъдеще. Например теорията на числата, която е една от най-старите области в математиката, е била считана за напълно неприложима в реалния свят, но след изобретяването на компютрите тя намира приложения в криптографията и компютърните алгоритми.
Макар да не съществува Нобелова награда по математика, математиците понякога получават нобелови награди в други области за своите изчисления и теории , а също съответни на нобеловата награда са Абеловата награда, учередена през 2001, и наградата, която се смята за най-престижна в областта на математиката, е Филдсовият медал. Този медал се дава веднъж на четири години, като всеки път се награждават не повече от четирима лауреати, ненавършили 40 години.

## Проблеми на пола
Сред математиците мъжете са повече от жените. Причината не е известна. В миналото е имало дискриминация, но понастоящем такава няма. Най-вероятната причина е, че математиката е по-привлекателна за мъжете, отколкото за жените. 
Известни жени в математиката: Еми Ньотер, Софи Жермен, София Ковалевска, Рожа Петер, Джулия Робинсън, Мариана Чорни и Емили дьо Шатле.
 